# Jerry Bruckheimer Films
Jerry Bruckheimer Films Inc. (krócej JBF) – amerykańska niezależna wytwórnia filmowa należąca do producenta Jerry’ego Bruckheimera. Wyprodukowała takie hity, jak m.in. seria filmów przygodowych Piraci z Karaibów.
Czołówka filmowa wytwórni przedstawia drzewo bez liści, na którym liście pojawiają się, po tym, jak drzewo zostaje uderzone przez piorun.

## Historia
Wieloletni producent Jerry Bruckheimer był wcześniej współzałożycielem wytwórni „Don Simpson/Jerry Bruckheimer Films” założonej w latach 80. XX wieku wraz z Donem Simpsonem. Wytwórnia ta wyprodukowała takie hity, jak m.in. serie filmowe Beverly Hills Cop i Bad Boys.
Wytwórnia „Jerry Bruckheimer Films” została założona w 1990 przez Bruckheimera; pierwszą produkcją wytwórni był thriller akcji Con Air – lot skazańców Simona Westa z 1997, rolę główną w tym filmie zagrał Nicolas Cage. Siedziba wytwórni znajduje się w Santa Monica w Kalifornii. Wytwórnia ta często współpracuje z Walt Disney Pictures i Touchstone Pictures.
Wytwórnia posiada także oddział produkcji telewizyjnej „Jerry Bruckheimer Television” (krócej „Jerry Bruckheimer TV” lub „JBTV”), najbardziej znany jest z produkcji m.in. serii CSI i telewizyjnego serialu fantasy Lucyfer. W czerwcu 2016 oddział ten stał się niezależnym zespołem, kończąc piętnastoletni kontrakt z Warner Bros. Television Studios. W lipcu 2017 oddział podpisał kontrakt z CBS Television Studios.

## Produkcja filmowa
- 1997: Con Air – lot skazańców
- 1998: Armageddon
- 1998: Wróg publiczny
- 2000: 60 sekund
- 2001: Pearl Harbor
- 2001: Helikopter w ogniu
- 2002: Bad Company: Czeski łącznik
- 2003: Piraci z Karaibów: Klątwa Czarnej Perły
- 2004: Skarb narodów
- 2004: Król Artur
- 2006: Piraci z Karaibów: Skrzynia umarlaka
- 2006: Deja Vu
- 2007: Piraci z Karaibów: Na krańcu świata
- 2007: Skarb narodów: Księga tajemnic
- 2010: Uczeń czarnoksiężnika
- 2010: Książę Persji: Piaski czasu
- 2011: Piraci z Karaibów: Na nieznanych wodach
- 2017: Piraci z Karaibów: Zemsta Salazara
- 2019: Bliźniak[6]